# Bajdieriakowo (rejon jalczikski)
Bajdieriakowo (ros. Байдеряково) – wieś (sieło) w Rosji, w Czuwaszji, w rejonie jalczikskim. W 2010 liczyła 798 mieszkańców.